# Hermida (Pazos de Borbén)
Hermida (oficialmente Nosa Señora da Anunciación da Ermida) es una parroquia española del municipio de Pazos de Borbén, perteneciente a la provincia de Pontevedra, en la comunidad autónoma de Galicia.

## Toponimia
El lugar puede aparecer referido como «Hermida», «A Ermida», «Nosa Señora da Anunciación da Ermida», «Nuestra Señora de la Asunción de Hermida» y «Santa María de la Hermida».

## Historia
Hacia mediados del siglo XIX, el lugar ya pertenecía a Borbén. Aparece descrito en el noveno volumen del Diccionario geográfico-estadístico-histórico de España y sus posesiones de Ultramar de Pascual Madoz con las siguientes palabras:

HERMIDA (Sta. Maria de la). felig. en la prov. de Pontevedra (3 leg.), part. jud. de Redondela (1), dióc. de Tuy (5), ayunt. de Borben. sit. al SE. del monte llamado Sous. Tiene una iglesia con el titulo de la Concepcion de Ntra. Sra., que es aneja de la de Sta. Maria de Pazos (V.), con la cual forma una sola poblacion.
(Madoz, 1847, p. 175)

En 2022, tenía empadronados 86 habitantes.